# 緑ケ丘町 (鹿児島市)
緑ケ丘町（みどりがおかちょう）は、鹿児島県鹿児島市の町。郵便番号は1-34番は892-0874、35番以降は891-1274。人口は2,117人、世帯数は963世帯（2020年10月1日現在）。緑ケ丘町の全域で住居表示を実施している。

## 地理
鹿児島市北部に位置している。川上町と岡之原町にまたがる岡之原台地にある住宅団地を中心とした新興住宅地である。
町域の北方から西方にかけては岡之原町、南方から東方にかけては川上町にそれぞれ接している。町域の西端に鹿児島市立緑丘中学校がある。

## 歴史
1977年（昭和52年）7月11日に伊敷団地地区（伊敷団地及びその周辺地域）において住居表示が実施されることとなった。それに伴い、7月6日に鹿児島県公報に掲載された「町の区域の設定」（鹿児島県告示）により町の区域の再編が実施され、緑ケ丘団地の区域に当たる岡之原町、川上町の各一部を以て鹿児島市の町「緑ケ丘町」として新たに設置された。
2013年（平成25年）4月までは鹿児島西警察署の緑ヶ丘交番が町域内に設置されていたが、交番・駐在所の再編が行われ緑ヶ丘交番は伊敷交番に統合された。

### 町域の変遷
| 変更後           | 変更年             | 変更前           |
| ---------------- | ------------------ | ---------------- |
| 緑ケ丘町（新設） | 1977年（昭和52年） | 岡之原町（一部） |
| 緑ケ丘町（新設） | 1977年（昭和52年） | 川上町（一部）   |

## 人口
以下の表は国勢調査による小地域集計が開始された1995年以降の人口の推移である。
1985年（昭和60年）の国勢調査によれば団地別の人口では4,420人であった。
| 年                 | 人口  |
| ------------------ | ----- |
| 1995年（平成7年）  | 3,139 |
| 2000年（平成12年） | 3,029 |
| 2005年（平成17年） | 2,754 |
| 2010年（平成22年） | 2,573 |
| 2015年（平成27年） | 2,371 |
| 2020年（令和2年）  | 2,117 |

## 施設

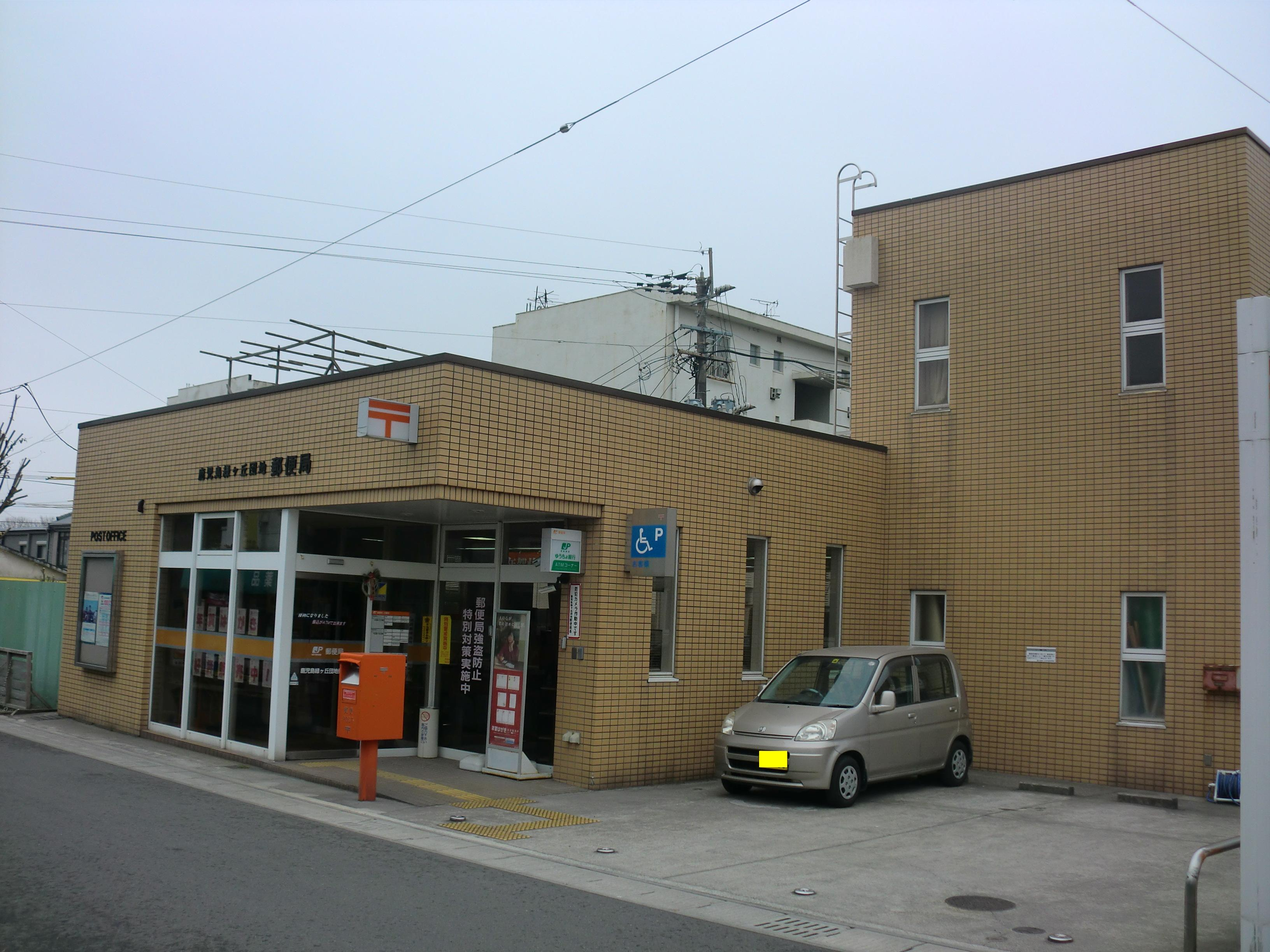
鹿児島緑ヶ丘団地郵便局

### 教育
- 鹿児島市立緑丘中学校（1974年（昭和49年）開校[19]）[20]
- はなぶさ幼稚園[21]
- ふじヶ丘保育園・子育てセンター[22]

### 郵便局
- 鹿児島緑ヶ丘団地郵便局[23]

## 小・中学校の学区
市立小・中学校の学区（校区）は以下の通りである。
| 町丁     | 番・番地 | 小学校               | 中学校               |
| -------- | -------- | -------------------- | -------------------- |
| 緑ケ丘町 | 全域     | 鹿児島市立川上小学校 | 鹿児島市立緑丘中学校 |